# Риу-Бранку (футбольный клуб)
«Ри́у-Бра́нку» (порт. Rio Branco Football Club) — бразильский футбольный клуб из столицы штата Акри.

## История
Клуб «Риу-Бранку» был основан 8 июня 1919 года. Первый чемпионат штата клуб выиграл в 1947 году. 25 титулов Лиги Акриано делают команду наиболее титулованной в своём штате, по этому показателю у ближайшего конкурента, «Жувентуса» (Риу-Бранку), лишь 14 титулов.
В 1997 году команда завоевала Кубок Севера Бразилии, что позволило команде принять участие в международном турнире — Кубке КОНМЕБОЛ. «Риу-Бранку» потерпел поражение лишь в серии послематчевых пенальти от колумбийской команды «Депортес Толима».
В 2000-е годы лишь трижды «Риу-Бранку» не выигрывал чемпионата штата. С 2007 года команда вновь стала выступать в Серии C чемпионата Бразилии. В 2011 году за нарушение спортивного регламента «Риу-Бранку» был отстранён от участия в финальной стадии турнира, результаты трёх из шести матчей финального группового этапа были аннулированы, а клуб сослан в Серию D на следующий сезон. Однако «Риу-Бранку» обжаловали это решение и продолжение турнира находилось в руках судебных инстанций.

## Титулы и достижения
- Чемпион штата Акри (48): 1919, 1921, 1928, 1929, 1935, 1936, 1937, 1938, 1939, 1940, 1941, 1943, 1944, 1945, 1946, 1947, 1950, 1951, 1955, 1956, 1957, 1960, 1961, 1962, 1964, 1971, 1973, 1977, 1979, 1983, 1986, 1992, 1994, 1997, 2000, 2002, 2003, 2004, 2005, 2007, 2008, 2010, 2011, 2012, 2014, 2015, 2018, 2021
- Кубок Севера Бразилии (1): 1997
- Участник Серии B чемпионата Бразилии (3 сезона): 1989, 1990, 1991
- {Участник Серии C чемпионата Бразилии (12 сезонов): 1995, 1996, 2000, 2003, 2004, 2007—2013
- Участник 1/4 финала Кубка Бразилии (1): 1997